# Дружинін Василь Іванович
Василь Іванович Дружинін (1901—1965) — радянський військовий, державний і політичний діяч, генерал-майор.
Народився в 1901 році в селі Піщанка. Член КПРС з 1917 року.
З 1917 року — на військовій службі, громадської і політичної роботи. У 1917—1946 рр. — учасник Громадянської війни, на політичній роботі і командних посадах в Робітничо-Селянської Червоної Армії, заступник командира дивізії, комісар 19-ї Воронезької стрілецької ордена Трудового Червоного Прапора дивізії, знижений на посаді за бої у Єльні, начальник політвідділу 93-ї Східно-Сибірської стрілецької дивізії, член Військової Ради 26-ї Армії.
Делегат XVIII з'їзду ВКП (б).